# 대한지방행정공제회
대한지방행정공제회(大韓地方行政共濟會, Public Officials Benefit Association, POBA)는 지방자치단체의 공무원 또는 지방행정사무에 종사하거나 종사하였던 사람 등에 대한 효율적인 공제제도를 확립·운영함으로써 이들의 생활안정과 복지증진을 도모함을 목적으로 하는 단체이다. 회관은 서울특별시 용산구 한강대로 140(한강로2가) 삼각지역과 신용산역 사이에 위치해 있다.

## 설립 근거
- 대한지방행정공제회법 제1조[1]

## 연혁
- 1952년 4월: 대한지방행정협회 설립
- 1975년 2월: 사단법인 대한행정공제회로 기구 개편
- 1990년 12월: '대한지방행정공제회법 공포(법률 제4276호)

## 조직

### 이사장
- 리스크관리실
  - 리스크관리팀
  - 투자심사팀

#### 관리부이사장
- 기획조정실
  - 기획팀
  - 재무팀
- 인사총무팀
- 회원지원팀
- 복지홍보팀
- 경영정보팀

#### 사업부이사장
- 기업투자팀
- 금융투자팀
- 주식팀
- 개발사업본부
  - 개발투자팀
  - 사업개발팀
  - 인프라팀
  - 자산관리팀

#### 감사
- 감사팀

## 행정공제회원
- 일반회원: 행정자치부 및 지방자치단체에 소속된 공무원으로서 행정공제회에서 시행하는 퇴직급여 상품에 가입한 공무원
- 특별회원: 일반회원으로 있다 퇴직한 회원이 행정공제회에서 시행하는 한아름목돈예탁 상품에 가입한 회원을 말한다.

### 회원 자격
일반회원
지방자치단체에 근무하는 공무원(민선단체장, 사업소 포함)
- 경찰공무원, 소방공무원 제외

행정자치부 및 행정자치부 직속기관에 근무하는 공무원
행정자치부 및 지방자치단체에 소속된 공무원으로서 대통령실, 국무총리실, 기타 타 부서에 파견 근무하는 공무원
공제회의 임원 및 직원
특별회원
공제회의 회원으로 있던 자가 정년 또는 퇴직하고, 공제회가 시행하는 급여에 가입하여 회원자격을 계속 유지하는 자
- 공제회 회원으로 있었다가 회원 제명된 자는 특별회원이 될 수 없다.